# Novakia miloi
Novakia miloi är en tvåvingeart som beskrevs av Kerr 2007. Novakia miloi ingår i släktet Novakia och familjen svampmyggor.
Artens utbredningsområde är Kalifornien. Inga underarter finns listade i Catalogue of Life.